# Resen (Bosilegrad)
Pour les articles homonymes, voir Resen (homonymie).
Resen (en serbe cyrillique : Ресен) est un village de Serbie situé dans la municipalité de Bosilegrad, district de Pčinja. Au recensement de 2011, il comptait 66 habitants.
Resen est situé sur les bords de la Dragovištica, un affluent droit de la Strouma.

## Démographie
| 1948 | 1953 | 1961 | 1971 | 1981 | 1991 | 2002 | 2011 |
| ---- | ---- | ---- | ---- | ---- | ---- | ---- | ---- |
| 341  | 365  | 315  | 240  | 170  | 131  | 81   | 66   |

|  |